# Pulvermühle (Schopfloch)
Pulvermühle ist ein Gemeindeteil des Marktes Schopfloch im Landkreis Ansbach (Mittelfranken, Bayern). Pulvermühle liegt in der Gemarkung Waldhäuslein.

## Geografie
Der Weiler liegt am Klingengraben, der etwas weiter östlich als rechter Zufluss in die Wörnitz mündet. Der Ort ist von Acker- und Grünland umgeben. Eine Gemeindeverbindungsstraße führt nach Burgstall (1,4 km südlich) bzw. nach Zwernberg (1,4 km nordwestlich).

## Geschichte
Die Fraisch über die Pulvermühle wurde sowohl vom ansbachischen Oberamt Feuchtwangen als auch vom oettingen-spielbergischen Oberamt Dürrwangen beansprucht. 1732 bestand der Ort aus 3 Anwesen. Grundherr über alle Anwesen war das Vogtamt Schopfloch. Auch gegen Ende des 18. Jahrhunderts gab es 3 Anwesen (1 Wirtshaus mit Braurecht und Zollstätte, 1 Mühle, 1 Schmiede). Von 1797 bis 1808 unterstand der Ort dem Justiz- und Kammeramt Feuchtwangen.
Infolge des Gemeindeedikts wurde Pulvermühle 1809 dem Steuerdistrikt und der Ruralgemeinde Weidelbach zugeordnet. Mit dem Zweiten Gemeindeedikt (1818) wurde sie der neu gebildete Ruralgemeinde Waldhäuslein zugewiesen. Am 1. Januar 1971 wurde Pulvermühle im Zuge der Gebietsreform in Bayern nach Schopfloch eingegliedert.

## Einwohnerentwicklung
| Jahr      | 001818 | 001840 | 001861 | 001871 | 001885 | 001900 | 001925 | 001950 | 001961 | 001970 | 001987 |
| Einwohner | 24     | 25     | 18     | 19     | 17     | 18     | 14     | 16     | 13     | 13     | 9      |
| Häuser    | 6      | 4      |        |        | 5      | 5      | 3      | 3      | 3      |        | 3      |
| Quelle    | [ 13 ] | [ 14 ] | [ 15 ] | [ 16 ] | [ 17 ] | [ 18 ] | [ 19 ] | [ 20 ] | [ 21 ] | [ 22 ] | [ 1 ]  |

## Religion
Der Ort ist seit der Reformation evangelisch-lutherisch geprägt und bis heute nach St. Wendelin (Lehengütingen) gepfarrt. Die Katholiken sind nach St. Georg (Dinkelsbühl) gepfarrt.